# Moreton-in-Marsh

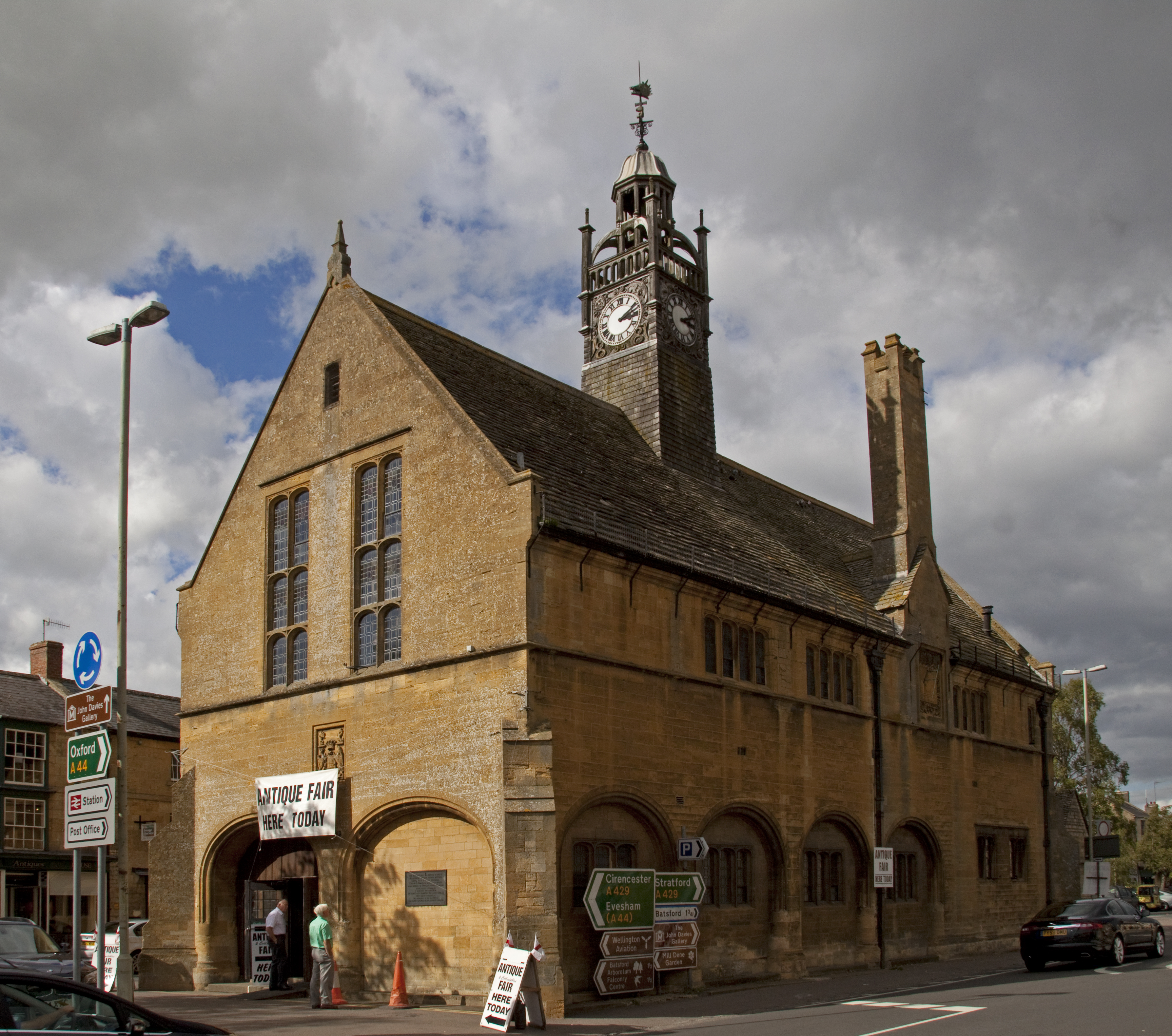
Redesdale-Markthalle

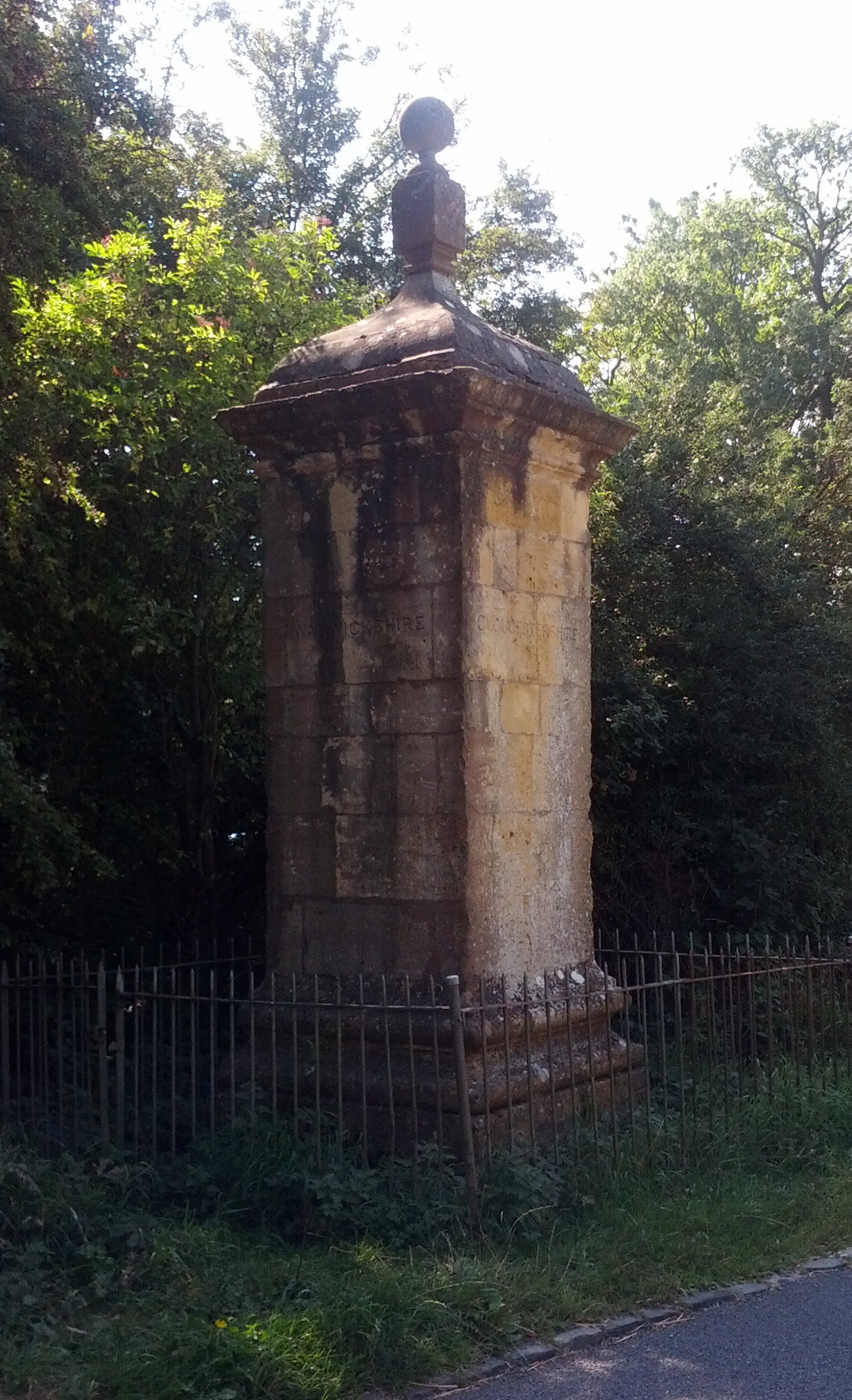
Stein der vier Grafschaften

Moreton-in-Marsh ist eine Stadt und Kirchengemeinde mit 3198 Einwohnern (2001) im Nordosten der englischen Grafschaft Gloucestershire, die eingebettet in eine hügelige Landschaft, die Cotswold Hills, auf der Kreuzung des Fosse Way, einer Straße aus der römischen Zeit (jetzt die A 429 road), und der A 44 road liegt. Den Ort umfließt der nahe Batsford entsprungene, noch junge Fluss Evenlode, der schließlich nach einem stark gewundenen Lauf in Richtung Oxford, östlich von Eynsham in die Themse mündet.

## Stadtname
Das Toponym stammt aus dem Altenglischen. Moreton bedeutet „Gehöft auf dem Moor“ und „in Marsh“ kommt von henne und mersh, einem Sumpfgebiet, das von Vögeln, wie Teichrallen, bewohnt wird. Eine alternative Vermutung ist, dass 'Marsh' eine Verballhornung von „März“ darstellt, frühenglisch für „Grenze“, da der Fosse Way die Westgrenze der römischen Besatzung bildete. Bis ins frühe 20. Jahrhundert war der Ort bekannt als „Moreton-in-the-Marsh“, noch vor 1930 änderte sich der Ortsname in „Moreton-in-Marsh“.

## Bauwerke
Die Gemeindekirche von Saint David begann als Filialkirche für Blockley, zu der die Einwohner von Moreton ihre Verstorbenen zur Bestattung brachten. Die frühe Geschichte der Kirche in Moreton ist nicht ganz klar, aber es gibt Beweise dafür, dass sich eine primitive keltische Kultstätte am heutigen Standort der Kirche befand, die sieben Quellen hatte. Die Kirche von Moreton kam unter die Gerichtsbarkeit des Anwesens von Batsford, das den Bischöfen von Worcester im 12. Jahrhundert zugewiesen wurde. Später war die Kirche in Moreton eine Filialkirche für Batsford, tatsächlich fungierte sie als Pfarrkirche. Die Ernennung des Vikars für Batsford und Moreton wechselt zwischen dem Bischof von Gloucester und dem Lord of the Manor zu Batsford. Nach der Überlieferung wurde die Kirche Mitte des 16. Jahrhunderts wiederhergestellt und neu geweiht. Das Kirchenschiff wurde 1790 vergrößert. Im Jahr 1858 wurde die Kirche erneut weitestgehend rekonstruiert, und 1860 der Kirchturm ersetzt. Der Altarraum und das Südschiff wurden 1892 vergrößert, und das Ostende des Südschiffs werden seit 1927 als Kapelle genutzt.
Der Curfew-Turm an der Ecke der Oxford Street datiert aus dem 16. Jahrhundert. Seine Glocken wurden 1633 gegossen und die Turmuhr 1648 eingebaut.
Die Markthalle Redesdale wurde von dem Architekten Sir Ernest George entworfen und im Jahre 1887 gebaut.
Moreton hat viele im charakteristischen „Cotswold Stone“ ausgeführte Gebäude, die Antiquitätenläden und mehrere Hotels beherbergen.
Das Kriegerdenkmal in der High Street erinnert an die Opfer des Ersten und Zweiten Weltkriegs aus Moreton-in-Marsh und Batsford.

## Verkehrswesen
Die Stratford and Moreton Tramway wurde zwischen 1821 und 1826 gebaut; sie verband Moreton mit dem Stratford-on-Avon-Kanal in Stratford-upon-Avon. 1836 wurde außerdem eine Stichstrecke nach Shipston-on-Stour eröffnet. Ursprünglich handelte es sich um eine reine Pferdebahn. Der Abschnitt zwischen Moreton und Shipston wurde 1889 auf Dampfbetrieb umgestellt. Während der Betrieb auf dem restlichen Abschnitt nach Stratford Anfang des 20. Jahrhunderts eingestellt wurde, verkehrten die Personenzüge zwischen Moreton und Shipston noch bis 1929, der Frachtverkehr auf dieser Strecke wurde 1960 eingestellt.
Die Oxford, Worcester und Wolverhampton-Eisenbahn (OW & W), gebaut zwischen 1845 und 1851, führte durch Moreton. Die Bahnstation in Moreton wurde 1853 eröffnet. Die Great Western Railway (GWR) übernahm 1862 die Eisenbahnlinie OW & W und 1868 auch die Shipston-Nebenbahn. Die OW&W Eisenbahn ist jetzt Teil der Cotswold-Linie. Die Linie zwischen Oxford (Wolverton Junction) und Worcester (Norton Junction) war eingleisig, ausgenommen zwischen Shipton-under-Wychwood und Moreton-in-Marsh in den 1970er Jahren.

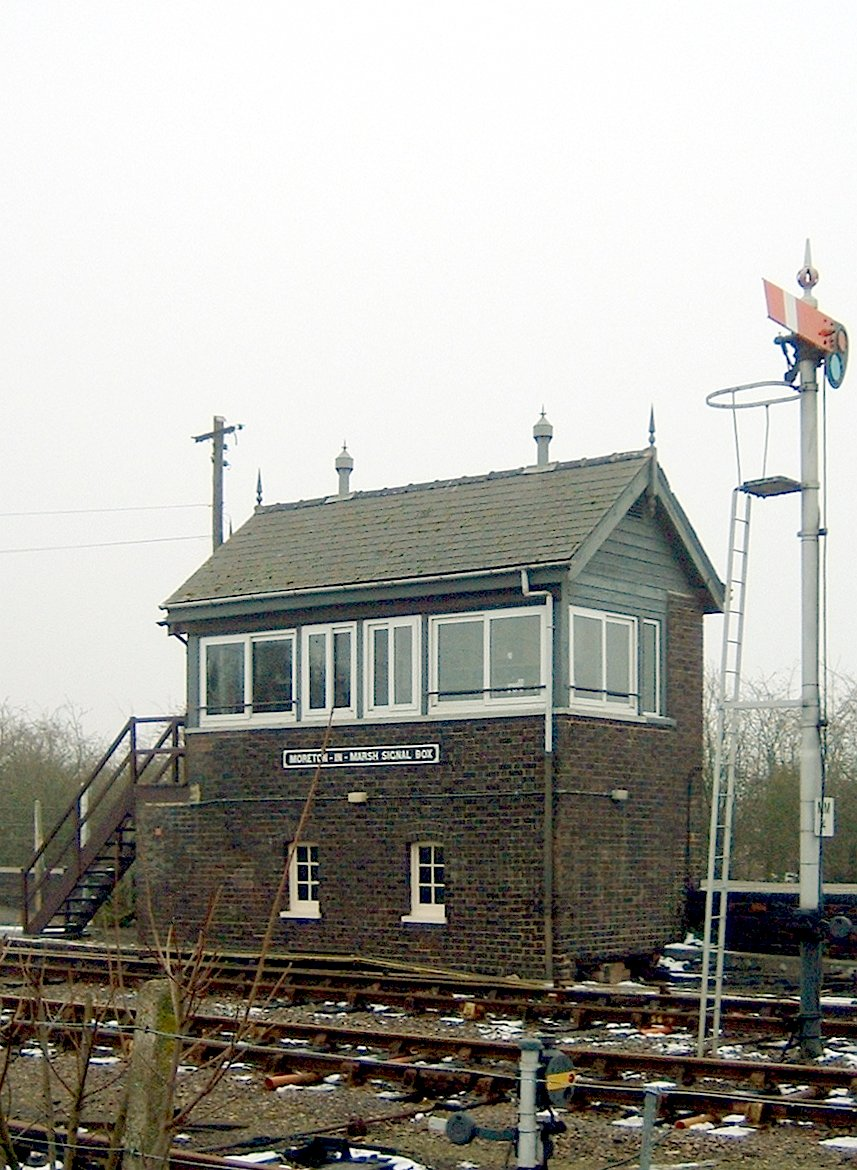
Signalposten in Moreton-in-Marsh

## Umgebung
- Römische Festung

1,6 km nordwestlich von Moreton, in der Nähe von Dorn, gab es eine römische Festung.
- Stein der vier Grafschaften

Bis zur Neueinteilung der Grafschaften im Jahr 1931 markierte der 2,4 km östlich von Morton belegene Stein der vier Grafschaften (Four Shire Stone) den Punkt des Aufeinandertreffens der historischen englischen Grafschaften von Gloucestershire, Warwickshire, Worcestershire und Oxfordshire. Seitdem stellt er den Versammlungsplatz der drei letztgenannten Grafschaften dar.
- Luftwaffenstützpunkt RAF Moreton-in-Marsh

Im Jahr 1940, während des Zweiten Weltkriegs, wurde auf einer größeren Fläche östlich der Stadt eine Basis der Royal Air Force errichtet und von Wellington-Bombern genutzt. Der ehemalige Flugplatz dient heute als Feuerwehr-Ausbildungsstätte, in der höhere Feuerwehroffiziere von Einheiten aus ganz Großbritannien eine Ausbildung erhalten. Hier werden auch Sonderlehrgänge für Firefighters (z. B. technische Hilfeleistung, Strahlenschutz, Schiffsbrandbekämpfung) angeboten. Der Komplex ist auch Hauptsitz des britischen Instituts für Brandbekämpfung.

## Freizeitgestaltung
Ein Caravan-Club-Gelände liegt östlich der Stadt an der A 44, nicht weit entfernt vom Wellington-Luftfahrtmuseum, das vor allem der Geschichte der Wellington-Bomber gewidmet ist. Weitere Sehenswürdigkeiten sind das Batsford Arboretum in der Nähe von Batsford und das der Mogul-Architektur angelehnte Sezincote House aus dem frühen 19. Jahrhundert mit dem umliegenden Park.